# Matt Parkman
Matthew "Matt" Parkman är en rollfigur i NBC:s tv-serie Heroes. Matt arbetar först som polisman, senare kriminalare. Han har förmågan att höra andras tankar, vilket i säsong 2 även gjorde det möjligt för honom att styra andra människor. Han blev i säsong 3 en "profet", med förmågan att måla framtiden. 